# Змеиная яма
«Змеиная яма» (англ. The Snake Pit) — кинофильм режиссёра Анатоля Литвака, вышедший на экраны в 1948 году. Экранизация одноимённого романа Мэри Джейн Уорд.

## Сюжет
Молодая женщина по имени Вирджиния Каннингэм обнаруживает себя в психиатрической лечебнице и не помнит, как она здесь оказалась. Не узнаёт она и собственного мужа Роберта, который вот уже несколько месяцев исправно посещает её. Что привело подающую надежды писательницу и любящую жену в это печальное место, заполненное странными женщинами? Доктор Кик твёрдо настроен найти ответ на этот вопрос, а пока просит мистера Каннингэма рассказать о поведении его супруги с момента их знакомства…

## В ролях
- Оливия де Хэвилленд — Вирджиния Стюарт Каннингэм
- Марк Стивенс — Роберт Каннингэм
- Лео Генн — доктор Марк Кик
- Селеста Холм — Грейс
- Гленн Лэнган — доктор Терри
- Хелен Крэйг — сестра Дэвис
- Лейф Эриксон — Гордон
- Бьюла Бонди — миссис Грир
- Ли Патрик — пациентка клиники
- Натали Шафер — миссис Стюарт
- Рут Доннелли — Рут
- Селия Ловски — Гертруда
- Бетси Блэр — Хестер
- Тамара Шэйн — заключённая камеры № 33
- Минна Гомбелл — мисс Харт
- Джун Стори — мисс Биксби
- Куини Смит — Лола
- Рут Клиффорд — медсестра (в титрах не указана)

Научным консультантом картины выступил заведующий департаментом психиатрии нью-йоркской больницы «Маунт-Синай» Мозес Ральф Кауфман.

## Награды и номинации
- 1948 — премия Национального совета кинокритиков США за лучшую женскую роль (Оливия де Хэвилленд).
- 1949 — премия «Оскар» за лучшую запись звука (Томас Мултон), а также 5 номинаций: лучший фильм, режиссёр (Анатоль Литвак), женская роль (Оливия де Хэвилленд), сценарий (Фрэнк Партос, Миллен Брэнд), музыка (Альфред Ньюман).
- 1949 — международный приз Венецианского кинофестиваля.
- 1949 — премия Гильдии сценаристов США за лучшую американскую драму (Фрэнк Партос, Миллен Брэнд), а также премия имени Роберта Мельцера за сценарий, в котором наиболее талантливо затрагиваются проблемы американской жизни.
- 1949 — номинация на премию Гильдии режиссёров США за лучшую режиссуру художественного фильма (Анатоль Литвак).
- 1950 — премия «Бодил» за лучший американский фильм (Анатоль Литвак).
- 1950 — премия «Серебряная лента» Итальянского национального синдиката киножурналистов в категории «лучшая зарубежная актриса» (Оливия де Хэвилленд).